# Uttoxeter
Uttoxeter è una cittadina di 13 089 abitanti (censimento del 2011), situata nella contea dello Staffordshire in Inghilterra.
È famosa per aver dato i natali al ranista Adam Peaty.